# Franco Luxardo
Franco Luxardo (Zara, 12 febbraio 1936) è un imprenditore, dirigente sportivo ed ex schermidore italiano, specializzato nella sciabola.

## Biografia
Sciabolatore dell'A.S. Comini 1885 Padova Scherma di Padova, ha vestito la maglia azzurra dal 1959 al 1968. Da una sua iniziativa nel 1955 nasce il Trofeo Luxardo - Coppa del Mondo di Sciabola.
Imprenditore nel ramo dei liquori dirige assieme ai suoi familiari la Girolamo Luxardo S.p.A. di Torreglia in Provincia di Padova. In questa azienda si occupa della direzione commerciale export; è Presidente della Società Dalmata di Storia Patria di Venezia dal 2007, Presidente dell'Associazione dei Dalmati Italiani nel Mondo e Presidente della società Petrarca Impianti Scherma di Padova.